# Campeonato Capixaba de Futebol de 2009
O Campeonato Capixaba de 2009 aconteceu entre 10 de janeiro e 30 de maio e reuniu dez equipes, seis do interior e quatro da região metropolitana.
A partida final em 30 de maio entre São Mateus e Rio Branco-ES no Estádio Sernamby em São Mateus foi encerrada pelo árbitro Dervaly do Rosário antes do término, quando o placar estava 2 a 2, já que cada equipe teve quatro jogadores expulsos e o jogador Helder se machucou e não podia haver mais substituições, ficando a equipe do Rio Branco com menos de sete jogadores. Após vinte dias, o título foi homologado Federação de Futebol do Estado do Espírito Santo (FES) a favor do São Mateus, baseando-se no art. 33 do regulamento geral da FES que aplicado confere como resultado da partida 2 a 0 para o São Mateus (a primeira partida foi vencida pelo Rio Branco pelo placar de 2 a 1). O Rio Branco recorreu da decisão no Superior Tribunal de Justiça Desportiva (STJD) e, por unanimidade, o título foi mantido a favor do São Mateus, não cabendo assim mais recursos ao Rio Branco.
Antes mesmo da decisão dos tribunais, um acordo firmado entre as duas equipes definiu que o Rio Branco ficaria com a vaga na Série D do Campeonato Brasileiro de 2009, enquanto o São Mateus ficaria com a vaga na Copa do Brasil de 2010.

## Formato
Na primeira fase, as dez equipes jogaram em turno e returno, todos contra todos. Na fase seguinte, as quatro melhores fizeram as semifinais, também em jogos de ida e volta. Os vencedores fizeram as finais do campeonato. A final também foi disputada em duas partidas, sendo que a equipe com a melhor campanha da primeira fase, poderia jogar a segunda partida da decisão no seu estádio e por dois resultados iguais.
As duas equipes que terminaram no penúltimo e último lugares na classificação da primeira fase, Colatinense e Grêmio Laranjeiras, foram rebaixadas para a segunda divisão do estadual.

### Critérios de desempate
Os critério de desempate foram aplicados na seguinte ordem:
1. Maior número de vitórias
2. Maior saldo de gols
3. Maior número de gols pró (marcados)
4. Confronto direto
5. Menor número no somatório de cartões vermelhos (3 pontos cada) e cartões amarelos (1 ponto cada)
6. Sorteio

## Equipes participantes
Em 2009 participaram as seguintes equipes:
| Equipe              | Cidade      | Em 2008      | Estádio                    | Capacidade |
| ------------------- | ----------- | ------------ | -------------------------- | ---------- |
| Colatinense         | Colatina    | 6º (série B) | Justiniano de Melo e Silva | 4.000      |
| Desportiva Capixaba | Cariacica   | 8º (série A) | Engenheiro Arararipe       | 13.410     |
| Grêmio Laranjeiras  | Serra       | 2º (série B) | Estiva                     | 2.100      |
| Jaguaré             | Jaguaré     | 4º (série A) | Conilon                    | 5.000      |
| Linhares            | Linhares    | 3º (série A) | Joaquim Calmon             | 1.100      |
| Rio Bananal         | Rio Bananal | 2º (série A) | Virgílio Grassi            | 3.000      |
| Rio Branco-ES       | Vitória     | 7º (série A) | Kleber Andrade             | 20.000     |
| São Mateus          | São Mateus  | 1º (série B) | Sernamby                   | 7.500      |
| Serra               | Serra       | 1º (série A) | Robertão                   | 3.000      |
| Vilavelhense        | Vila Velha  | 5º (série A) | Salvador Costa             | 2.400      |

## Televisão
A Rede Gazeta (afiliada da Rede Globo) transmitirá duas semifinais e as duas finalíssimas do Campeonato Capixaba, acordo fechado no dia 4 de maio entre a emissora e a Federação do Espírito Santo (FES). A primeira exibição foi "Jaguaré x Rio Branco" em 9 de maio. Marcus Vicente, presidente da federação, comemorou o acerto e disse torcer para, em 2010, a competição entrar de vez na grade da emissora com uma exibição por rodada[carece de fontes?].

## Classificação
| Capixabão 2009 | Capixabão 2009        | Capixabão 2009 | Capixabão 2009 | Capixabão 2009 | Capixabão 2009 | Capixabão 2009 | Capixabão 2009 | Capixabão 2009 | Capixabão 2009 | Capixabão 2009                | Capixabão 2009 |
| Time           | Time                  | Pts            | J              | V              | E              | D              | GP             | GC             | SG             | Penalizado com cartão amarelo | Expulso        |
| -------------- | --------------------- | -------------- | -------------- | -------------- | -------------- | -------------- | -------------- | -------------- | -------------- | ----------------------------- | -------------- |
| 1              | São Mateus[a]         | 36             | 18             | 11             | 3              | 4              | 28             | 21             | +7             | 30                            | 4              |
| 2              | Rio Branco-ES         | 31             | 18             | 8              | 7              | 3              | 36             | 22             | +14            | 38                            | 4              |
| 3              | Jaguaré               | 30             | 18             | 9              | 3              | 6              | 30             | 25             | +5             | 23                            | 3              |
| 4              | Vilavelhense          | 28             | 18             | 8              | 4              | 6              | 30             | 28             | +2             | 41                            | 2              |
| 5              | Linhares              | 27             | 18             | 8              | 3              | 7              | 18             | 19             | -1             | 33                            | 4              |
| 6              | Desportiva Capixaba   | 22             | 18             | 6              | 4              | 8              | 26             | 24             | +2             | 29                            | 8              |
| 7              | Rio Bananal           | 21             | 18             | 6              | 3              | 9              | 22             | 26             | -4             | 32                            | 4              |
| 8              | Serra                 | 19             | 18             | 5              | 4              | 9              | 30             | 37             | -7             | 38                            | 4              |
| 9              | Colatinense           | 18             | 18             | 5              | 3              | 10             | 25             | 34             | -9             | 38                            | 4              |
| 10             | Grêmio Laranjeiras[b] | 14             | 18             | 6              | 2              | 10             | 24             | 33             | -9             | 28                            | 9              |

- a.^ Classificado em primeiro lugar na penúltima rodada.[6]
- b.^ Foi punido pelo Tribunal de Justiça Desportiva (TJD/ES) com a perda de 6 pontos por escalar de forma irregular o jogador Lucas, contra o Jaguaré, em 25 de março.[7]

## Desempenho por rodada
Clubes que lideraram o campeonato ao final de cada rodada:
| 1   | 2   | 3    | 4    | 5    | 6    | 7    | 8    | 9    | 10   | 11   | 12   | 13   | 14   | 15   | 16   | 17   | 18   |  |  |  |  |  |  |  |  |  |  |  |  |  |  |  |  |  |  |  |  |  |  |  |  |
| JEC | GEL | RBAC | AASM | RBAC | RBAC | RBAC | RBAC | AASM | AASM | AASM | AASM | AASM | AASM | AASM | AASM | AASM | AASM |  |  |  |  |  |  |  |  |  |  |  |  |  |  |  |  |  |  |  |  |  |  |  |  |

Clubes que ficaram na última posição do campeonato ao final de cada rodada:
| 1   | 2   | 3   | 4   | 5    | 6    | 7    | 8    | 9    | 10   | 11   | 12   | 13   | 14   | 15   | 16   | 17  | 18  |  |  |  |  |  |  |  |  |  |  |  |  |  |  |  |  |  |  |  |  |  |  |  |  |
| CAC | CAC | CAC | VFC | RBFC | RBFC | RBFC | RBFC | RBFC | RBFC | RBFC | RBFC | RBFC | RBFC | RBFC | RBFC | GEL | GEL |  |  |  |  |  |  |  |  |  |  |  |  |  |  |  |  |  |  |  |  |  |  |  |  |

## Primeira fase

### Turno
Primeira rodada
| 10 de janeiro | Serra                      | 2 – 1          | Rio Bananal | Estádio da Estiva, Serra                    |
| 16:00         | Rodolfo 82' · Leonardo 85' | Súmula Borderô | Carlos 55'  | Público: 207 Árbitro: ES Jonas Rissi Chagas |

| 10 de janeiro | Colatinense | 0 – 4          | Grêmio Laranjeiras                      | Estádio Justiniano de Mello e Silva, Colatina |
| 17:00         |             | Súmula Borderô | Marcelo 43' · Dedé 49', 65' · Lucas 53' | Público: 511 Árbitro: ES Antônio Buaiz Filho  |

| 10 de janeiro | Linhares         | 1 – 2          | São Mateus            | Estádio Sernamby, São Mateus                  |
| 18:00         | José Augusto 21' | Súmula Borderô | Marcelo Pelé 40', 79' | Público: 1,613 Árbitro: ES João Luiz Oliveira |

| 11 de janeiro | Rio Branco-ES | 1 – 0          | Desportiva Capixaba | Ninho das Águias, Vitória                   |
| 16:00         | Moisés 8'     | Súmula Borderô |                     | Público: 1,595 Árbitro: ES Edson Esperidião |

| 11 de janeiro | Vilavelhense | 1 – 5          | Jaguaré                                                  | Estádio Conilon, Jaguaré                  |
| 17:00         | Vitor 19'    | Súmula Borderô | Júnior 5', 24' · Joabes 18' · Henrique 34' · Marcelo 67' | Público: 777 Árbitro: ES Rubens Abranches |

Segunda rodada
| 16 de janeiro | Jaguaré | 0 – 2          | Rio Branco-ES           | Estádio Conilon, Jaguaré                |
| 20:00         |         | Súmula Borderô | Ronicley 12' · Jean 69' | Público: 1,156 Árbitro: ES Odair Mattos |

| 17 de janeiro | Grêmio Laranjeiras | 1 – 0          | Vilavelhense | Estádio da Estiva, Serra                            |
| 16:00         | Luiz Carlos 30'    | Súmula Borderô |              | Público: 240 Árbitro: ES Sebastião Ribeiro da Silva |

| 17 de janeiro | São Mateus       | 1 – 0          | Serra | Estádio Sernamby, São Mateus               |
| 18:00         | Marcelo Pelé 56' | Súmula Borderô |       | Público: 1,316 Árbitro: ES Evandro Thomazi |

| 18 de janeiro | Rio Bananal                                    | 3 – 0          | Colatinense | Estádio Conilon, Jaguaré                 |
| 16:00         | Felipe 42' · Dentinho 67' · Fernando Souza 86' | Súmula Borderô |             | Público: 106 Árbitro: ES Wallace Valente |

| 21 de janeiro | Desportiva Capixaba                                                     | 4 – 0          | Linhares | Estádio Engenheiro Araripe, Cariacica        |
| 16:00         | Paulinho Pimentel 13' · Pedro Lucas 50' · David 70' · Thiago Keller 80' | Súmula Borderô |          | Público: 286 Árbitro: ES Antônio Buaiz Filho |

Terceira rodada
| 23 de janeiro | Jaguaré                    | 2 – 0          | Grêmio Laranjeiras | Estádio Conilon, Jaguaré                 |
| 20:15         | Rogerinho 13' · Júnior 35' | Súmula Borderô |                    | Público: 614 Árbitro: ES Wallace Valente |

| 24 de janeiro | Serra                     | 2 – 1          | Desportiva Capixaba   | Estádio da Estiva, Serra                    |
| 16:00         | Rodolfo 49' · Osvaldo 88' | Súmula Borderô | Paulinho Pimentel 80' | Público: 407 Árbitro: ES Devarly do Rosário |

| 24 de janeiro | Linhares | 1 – 1          | Rio Branco-ES | Estádio Sernamby, São Mateus             |
| 18:00         | Léo 26'  | Súmula Borderô | Helder 27'    | Público: 341 Árbitro: ES Evandro Thomazi |

| 25 de janeiro | Vilavelhense                            | 3 – 1          | Rio Bananal | Estádio da Estiva, Serra                    |
| 10:30         | Vitor 10' · Reginaldo 56' · Douglas 78' | Súmula Borderô | Petros 2'   | Público: 72 Árbitro: ES Antônio Buaiz Filho |

| 26 de janeiro | Colatinense                      | 2 – 0          | São Mateus | Estádio Justiniano de Mello e Silva, Colatina |
| 20:15         | Ricardo Paraíba 1' · Roberto 44' | Súmula Borderô |            | Público: 551 Árbitro: ES Lincoln Belsi        |

Quarta rodada
| 31 de janeiro | Serra       | 1 – 2          | Linhares              | Estádio da Estiva, Serra                 |
| 16:00         | Patrick 15' | Súmula Borderô | José Augusto 79', 84' | Público: 160 Árbitro: ES Wallace Valente |

| 31 de janeiro | Rio Branco-ES                   | 3 – 3          | Grêmio Laranjeiras                        | Ninho das Águias, Vitória                 |
| 16:00         | Negro Dim 76', 88' · Helder 82' | Súmula Borderô | Peterson 14' · Fafá 60' · José Carlos 90' | Público: 762 Árbitro: ES Elvis de Almeida |

| 31 de janeiro | Desportiva Capixaba   | 1 – 1          | Colatinense  | Estádio Engenheiro Araripe, Cariacica     |
| 16:30         | Paulinho Pimentel 25' | Súmula Borderô | Jadeildo 62' | Público: 283 Árbitro: ES Rubens Abranches |

| 31 de janeiro | São Mateus    | 1 – 0          | Vilavelhense | Estádio Sernamby, São Mateus                |
| 18:00         | Kleverson 24' | Súmula Borderô |              | Público: 1,188 Árbitro: ES Fernando Tavares |

| 1 de fevereiro | Rio Bananal             | 2 – 3          | Jaguaré                               | Estádio Conilon, Jaguaré                  |
| 16:00          | Felipe 44' · Márcio 60' | Súmula Borderô | Thiago 28' · Kênnio 52' · Marcelo 87' | Público: 587 Árbitro: ES Edson Esperidião |

Quinta rodada
| 6 de fevereiro | Jaguaré       | 1 – 1          | São Mateus       | Estádio Conilon, Jaguaré                    |
| 20:00          | Rogerinho 62' | Súmula Borderô | Marcelo Pelé 49' | Público: 1,932 Árbitro: ES Rubens Abranches |

| 7 de fevereiro | Rio Branco-ES                          | 3 – 1          | Serra        | Ninho das Águias, Vitória                 |
| 16:00          | Jean 8' · Ronicley 76' · Negro Dim 90' | Súmula Borderô | Regilson 78' | Público: 813 Árbitro: ES Edson Esperidião |

| 7 de fevereiro | Linhares  | 1 – 0          | Colatinense | Estádio Sernamby, São Mateus             |
| 18:00          | Jorge 80' | Súmula Borderô |             | Público: 115 Árbitro: ES Wallace Valente |

| 8 de fevereiro | Vilavelhense            | 2 – 0          | Desportiva Capixaba | Estádio Engenheiro Araripe, Cariacica       |
| 10:30          | Vitor 75' · Rivaldo 79' | Súmula Borderô |                     | Público: 252 Árbitro: ES Marcos André Gomes |

| 8 de fevereiro | Grêmio Laranjeiras  | 2 – 0          | Rio Bananal | Estádio da Estiva, Serra                  |
| 16:00          | Jean 42' · Fafá 72' | Súmula Borderô |             | Público: 180 Árbitro: ES Fernando Tavares |

Sexta rodada
| 13 de fevereiro | Rio Bananal | 0 – 3          | Rio Branco-ES                       | Estádio Conilon, Jaguaré                     |
| 16:00           |             | Súmula Borderô | Ronicley 63', 90+2' · Negro Dim 68' | Público: 166 Árbitro: ES Antônio Buaiz Filho |

| 14 de fevereiro | Desportiva Capixaba | 1 – 0          | Jaguaré | Estádio Engenheiro Araripe, Cariacica    |
| 16:30           | David 13'           | Súmula Borderô |         | Público: 269 Árbitro: ES Evandro Thomazi |

| 14 de fevereiro | Vilavelhense   | 1 – 0          | Linhares | Estádio da Estiva, Serra                    |
| 16:30           | Jorge Luiz 39' | Súmula Borderô |          | Público: 111 Árbitro: ES Devarly do Rosário |

| 14 de fevereiro | Colatinense | 1 – 3          | Serra                                      | Estádio Justiniano de Mello e Silva, Colatina |
| 17:00           | Marco 44'   | Súmula Borderô | Marcelo 20' · Rigoberto 60' · Regilson 81' | Público: 257 Árbitro: ES Marcos André Gomes   |

| 14 de fevereiro | São Mateus                                     | 3 – 1          | Grêmio Laranjeiras | Estádio Sernamby, São Mateus            |
| 18:00           | Kleverson 36' · Alexsandro 50' · Dorielson 60' | Súmula Borderô | Dedé 15'           | Público: 1,481 Árbitro: ES Odair Mattos |

Sétima rodada
| 19 de fevereiro | Serra                     | 2 – 2          | Vilavelhense            | Estádio da Estiva, Serra              |
| 16:00           | Matheus 47' · Osvaldo 59' | Súmula Borderô | Ernandes 35' · Alex 88' | Público: 113 Árbitro: ES Odair Mattos |

| 19 de fevereiro | Linhares   | 1 – 2          | Jaguaré                 | Estádio Sernamby, São Mateus                |
| 20:15           | Wilker 21' | Súmula Borderô | Aidalvo 7' · Thiago 24' | Público: 127 Árbitro: ES Jonas Rissi Chagas |

| 19 de fevereiro | Colatinense | 0 – 4          | Rio Branco-ES                                    | Estádio Justiniano de Mello e Silva, Colatina |
| 20:15           |             | Súmula Borderô | Agnaldo 14' · Moisés 31' · Helder 44' · Jean 28' | Público: 397 Árbitro: ES Antônio Buaiz Filho  |

| 19 de fevereiro | Rio Bananal  | 1 – 3          | São Mateus                                 | Estádio Conilon, Jaguaré                    |
| 20:15           | Dentinho 88' | Súmula Borderô | Dorielson 21' · Givanilton 69' · Frank 89' | Público: 548 Árbitro: ES Marcos André Gomes |

| 21 de fevereiro | Grêmio Laranjeiras | 0 – 1          | Desportiva Capixaba   | Estádio do Bambu, Aracruz                   |
| 16:00           |                    | Súmula Borderô | Paulinho Pimentel 60' | Público: 232 Árbitro: ES João Luiz Oliveira |

Oitava rodada
| 28 de fevereiro | Desportiva Capixaba | 1 – 1          | Rio Bananal | Estádio Engenheiro Araripe, Cariacica       |
| 15:30           | Thiago Keller 47'   | Súmula Borderô | Reinaldo 8' | Público: 344 Árbitro: ES Devarly do Rosário |

| 28 de fevereiro | Grêmio Laranjeiras           | 2 – 1          | Linhares         | Estádio da Estiva, Serra                    |
| 16:00           | Dedé 51' · Jean Santiago 74' | Súmula Borderô | José Augusto 85' | Público: 141 Árbitro: ES Eucimar Luiz Ramos |

| 28 de fevereiro | Jaguaré | 0 – 2          | Serra                     | Estádio Conilon, Jaguaré                    |
| 18:00           |         | Súmula Borderô | Regilson 65' · Marcos 88' | Público: 720 Árbitro: ES João Luiz Oliveira |

| 1 de março | Vilavelhense          | 2 – 4          | Colatinense                                        | Estádio da Estiva, Serra                 |
| 10:30      | Fábio 23' · Vitor 72' | Súmula Borderô | Juca 20' · Ricardo 26' · Jonatan 30' · Richard 36' | Público: 74 Árbitro: ES Elvis de Almeida |

| 1 de março | Rio Branco-ES | 1 – 2          | São Mateus                     | Ninho das Águias, Vitória                     |
| 16:00      | Ronicley 58'  | Súmula Borderô | Pelé 57' · Johnatan 80' (g.c.) | Público: 1,124 Árbitro: ES Marcos André Gomes |

Nona rodada
| 7 de março | Rio Branco-ES                            | 3 – 3          | Vilavelhense                  | Ninho das Águias, Vitória                   |
| 16:00      | David 64' · Negro Dim 72' · Ronicley 81' | Súmula Borderô | Ernandes 14' · Vitor 51', 90' | Público: 756 Árbitro: ES João Luiz Oliveira |

| 7 de março | Serra                                    | 3 – 2          | Grêmio Laranjeiras             | Estádio da Estiva, Serra                    |
| 16:00      | Matheus 43' · Badinho 61' · Regilson 89' | Súmula Borderô | Djalma 25' · Jean Santiago 76' | Público: 343 Árbitro: ES Orlenilson Freitas |

| 7 de março | Colatinense                                    | 4 – 2          | Jaguaré                   | Estádio Justiniano de Mello e Silva, Colatina |
| 17:00      | Ricardo 4' · Índio 54' · Juca 63' · Edinho 82' | Súmula Borderô | Henrique 76' · Marcos 79' | Público: 403 Árbitro: ES Fernando Tavares     |

| 7 de março | São Mateus                 | 2 – 1          | Desportiva Capixaba   | Estádio Sernamby, São Mateus                  |
| 18:00      | Givanilton 46' · Frank 48' | Súmula Borderô | Paulinho Pimentel 10' | Público: 3,000 Árbitro: ES Eucimar Luiz Ramos |

| 8 de março | Linhares     | 1 – 0          | Rio Bananal | Estádio do Bambu, Aracruz               |
| 16:00      | Giovanny 90' | Súmula Borderô |             | Público: 61 Árbitro: ES Edivaldo Borato |

### Returno
Décima rodada
| 14 de março | Desportiva Capixaba | 0 – 1          | Rio Branco-ES | Estádio Engenheiro Araripe, Cariacica          |
| 15:30       |                     | Súmula Borderô | Helder 16'    | Público: 1,699 Árbitro: ES Antônio Buaiz Filho |

| 14 de março | Grêmio Laranjeiras | 0 – 3          | Colatinense                                     | Estádio da Estiva, Serra                            |
| 15:30       |                    | Súmula Borderô | Pacholinha ??' · Arpini ??' · Wiliam Simões ??' | Público: 143 Árbitro: ES Sebastião Ribeiro da Silva |

| 14 de março | São Mateus | 1 – 0          | Linhares | Estádio Sernamby, São Mateus                |
| 18:00       | Frank 74'  | Súmula Borderô |          | Público: 3,041 Árbitro: ES Edson Esperidião |

| 14 de março | Jaguaré    | 1 – 0          | Vilavelhense | Estádio Conilon, Jaguaré                    |
| 18:00       | Kênnio 77' | Súmula Borderô |              | Público: 313 Árbitro: ES Marcos André Gomes |

| 15 de março | Rio Bananal  | 1 – 1          | Serra        | Estádio Conilon, Jaguaré                |
| 15:00       | Dentinho 64' | Súmula Borderô | Regilson 83' | Público: 62 Árbitro: ES Wallace Valente |

Décima primeira rodada
| 20 de março | Linhares    | 1 – 1          | Desportiva Capixaba | Estádio do Bambu, Aracruz                           |
| 20:00       | Eduardo 22' | Súmula Borderô | Thiago Keller 76'   | Público: 194 Árbitro: ES Sebastião Ribeiro da Silva |

| 21 de março | Rio Branco-ES                   | 3 – 0          | Jaguaré | Ninho das Águias, Vitória                     |
| 15:30       | Helder 59', 75' · Negro Dim 83' | Súmula Borderô |         | Público: 1,148 Árbitro: ES Marcos André Gomes |

| 21 de março | Colatinense              | 2 – 3          | Rio Bananal                    | Estádio Justiniano de Mello e Silva, Colatina |
| 17:00       | Arpini 42' · Augusto 83' | Súmula Borderô | Petros 19', 70' · Dentinho 74' | Público: 906 Árbitro: ES Edson Esperidião     |

| 22 de março | Vilavelhense               | 3 – 0          | Grêmio Laranjeiras | Ninho das Águias, Vitória                   |
| 10:30       | Vitor 22', 85' · Paulo 32' | Súmula Borderô |                    | Público: 192 Árbitro: ES Eucimar Luiz Ramos |

| 22 de março | Serra                         | 2 – 3          | São Mateus                        | Estádio Sernamby, São Mateus               |
| 18:00       | Marcelinho 25' · Bruninho 89' | Súmula Borderô | Alexsandro 33' · Gustavo 51', 79' | Público: 2,579 Árbitro: ES Wallace Valente |

Décima segunda rodada
| 25 de março | Rio Bananal | 1 – 1          | Vilavelhense   | Estádio Virgílio Grassi, Rio Bananal  |
| 15:00       | Felipe 89'  | Súmula Borderô | Franciélio 60' | Público: 474 Árbitro: ES Odair Mattos |

| 25 de março | Grêmio Laranjeiras  | 2 – 1          | Jaguaré | Estádio da Estiva, Serra                |
| 15:30       | Fafá 58' · Dedé 61' | Súmula Borderô | Nei 45' | Público: 72 Árbitro: ES Wallace Valente |

| 25 de março | São Mateus                  | 2 – 2          | Colatinense                   | Estádio Sernamby, São Mateus                  |
| 20:15       | Marcelo Pelé 47' · Luiz 81' | Súmula Borderô | Índio 23' · Wiliam Simões 53' | Público: 2,528 Árbitro: ES Devarly do Rosário |

| 25 de março | Rio Branco-ES | 0 – 1          | Linhares   | Ninho das Águias, Vitória              |
| 20:15       |               | Súmula Borderô | Kesley 50' | Público: 555 Árbitro: ES Lincoln Belsi |

| 25 de março | Desportiva Capixaba             | 3 – 3          | Serra                                       | Estádio do Bambu, Aracruz                |
| 20:15       | Paulinho Pimentel 77', 79', 82' | Súmula Borderô | Regilson 63' · Leandro 68' · Marcelinho 90' | Público: 36 Árbitro: ES Edson Esperidião |

Décima terceira rodada
| 28 de março | Vilavelhense               | 2 – 0          | São Mateus | Ninho das Águias, Vitória                 |
| 15:30       | Franciélio 21' · Paulo 69' | Súmula Borderô |            | Público: 275 Árbitro: ES Edson Esperidião |

| 28 de março | Grêmio Laranjeiras                     | 3 – 3          | Rio Branco-ES                     | Estádio da Estiva, Serra                 |
| 15:30       | Bezerra 35' · Dedé 61' · Tiburtino 73' | Súmula Borderô | Ronicley 27', 39' · Negro Dim 38' | Público: 510 Árbitro: ES Evandro Thomazi |

| 28 de março | Colatinense | 1 – 3          | Desportiva Capixaba                           | Estádio Justiniano de Mello e Silva, Colatina |
| 17:00       | Ricardo 65' | Súmula Borderô | Paulo Roberto 7' · Paulinho Pimentel 48', 80' | Público: 376 Árbitro: ES Orlenilson Freitas   |

| 28 de março | Jaguaré   | 1 – 0          | Rio Bananal | Estádio Conilon, Jaguaré                  |
| 18:00       | Roniê 73' | Súmula Borderô |             | Público: 359 Árbitro: ES Elvis de Almeida |

| 29 de março | Linhares                 | 2 – 1          | Serra        | Estádio Virgílio Grassi, Rio Bananal      |
| 15:00       | Breda 36' · Giovanny 73' | Súmula Borderô | Regilson 68' | Público: 280 Árbitro: ES Fernando Tavares |

Décima quarta rodada
| 4 de abril | Desportiva Capixaba                   | 2 – 3          | Vilavelhense                         | Estádio Engenheiro Araripe, Cariacica    |
| 15:00      | Cristiano 50' · Paulinho Pimentel 62' | Súmula Borderô | Jorge 25' · Paulo 45' · Fabrício 90' | Público: 355 Árbitro: ES Wallace Valente |

| 4 de abril | Serra                          | 3 – 3          | Rio Branco-ES                | Estádio do Bambu, Aracruz                 |
| 15:00      | Regílson 41', 61' · Marcos 79' | Súmula Borderô | Moisés 31', 81' · Carlos 90' | Público: 303 Árbitro: ES Edson Esperidião |

| 4 de abril | Colatinense | 0 – 1          | Linhares    | Estádio Justiniano de Mello e Silva, Colatina |
| 17:00      |             | Súmula Borderô | Eduardo 46' | Público: 276 Árbitro: ES Antônio Buaiz Filho  |

| 4 de abril | São Mateus                  | 2 – 2          | Jaguaré           | Estádio Sernamby, São Mateus                  |
| 18:00      | Alexsandro 8' · Luciano 21' | Súmula Borderô | Henrique 10', 51' | Público: 3,038 Árbitro: ES Orlenilson Freitas |

| 5 de abril | Rio Bananal | 1 – 0          | Grêmio Laranjeiras | Estádio Virgílio Grassi, Rio Bananal        |
| 15:00      | Petros 17'  | Súmula Borderô |                    | Público: 458 Árbitro: ES Devarly do Rosário |

Décima quinta rodada
| 11 de abril | Rio Branco-ES                       | 3 – 2          | Rio Bananal           | Estádio do Bambu, Aracruz                   |
| 15:00       | Moisés 82' · Eleon 89' · Helder 90' | Súmula Borderô | Euler 3' · Santos 66' | Público: 230 Árbitro: ES Devarly do Rosário |

| 11 de abril | Linhares | 2 – 0 | Vilavelhense | Estádio Virgílio Grassi, Rio Bananal |
| 15:00       |          |       |              |                                      |

| 11 de abril | Serra              | 1 – 3          | Colatinense                          | Estádio da Estiva, Serra                 |
| 15:00       | Regilson ??' (pen) | Súmula Borderô | Ricardo Paraíba 8', ??' · Edinho ??' | Público: 165 Árbitro: ES Wallace Valente |

| 11 de abril | Jaguaré | 3 – 2 | Desportiva Capixaba | Estádio Conilon, Jaguaré |
| 16:00       |         |       |                     |                          |

| 12 de abril | Grêmio Laranjeiras | 0 – 2 | São Mateus | Estádio da Estiva, Serra |
| 10:30       |                    |       |            |                          |

Décima sexta rodada
| 18 de abril | Rio Branco-ES | 0 – 0 | Colatinense | Ninho das Águias, Vitória |
| 15:00       |               |       |             |                           |

| 18 de abril | Desportiva Capixaba | 3 – 0 | Grêmio Laranjeiras | Estádio Engenheiro Araripe, Cariacica |
| 15:30       |                     |       |                    |                                       |

| 18 de abril | São Mateus | 0 – 2 | Rio Bananal | Estádio Sernamby, São Mateus |
| 17:00       |            |       |             |                              |

| 18 de abril | Jaguaré | 0 – 0 | Linhares | Estádio Conilon, Jaguaré |
| 18:00       |         |       |          |                          |

| 19 de abril | Vilavelhense | 4 – 3 | Serra | Ninho das Águias, Vitória |
| 10:30       |              |       |       |                           |

Décima sétima rodada
| 25 de abril | Rio Bananal                    | 2 – 0 | Desportiva Capixaba | Estádio Virgílio Grassi, Rio Bananal |
| 15:00       | Fabio Santos 78' · Diogo 90+2' |       |                     |                                      |

| 25 de abril | São Mateus                           | 2 – 1 | Rio Branco-ES | Estádio Sernamby, São Mateus |
| 15:00       | Marcelo Pelé 24' · Robson Baiano 78' |       | Helder 90+2'  |                              |

| 25 de abril | Linhares                                | 3 – 2 | Grêmio Laranjeiras        | Estádio Conilon, Jaguaré |
| 15:00       | Andrezinho 50' · Diego 63' · Junior 90' |       | Dedé 44' · Jean Silva 62' |                          |

| 25 de abril | Serra        | 1 – 5 | Jaguaré                                                     | Estádio da Estiva, Serra |
| 15:00       | Regilson 56' |       | Thiago 1' · Junior 2' · Marcelo 53' · Nei 68' · Reginho 84' |                          |

| 25 de abril | Colatinense | 1 – 2 | Vilavelhense           | Estádio Justiniano de Mello e Silva, Colatina |
| 15:00       | Naya 35'    |       | Fábio Tosca 15', 90+2' |                                               |

Décima oitava rodada
| 2 de maio | Desportiva Capixaba | 2 – 1 | São Mateus | Estádio Engenheiro Araripe, Cariacica |
| 15:00     |                     |       |            |                                       |

| 2 de maio | Vilavelhense | 0 – 0 | Rio Branco-ES | Ninho das Águias, Vitória |
| 15:00     |              |       |               |                           |

| 2 de maio | Rio Bananal | 1 – 0 | Linhares | Estádio Virgílio Grassi, Rio Bananal |
| 15:00     |             |       |          |                                      |

| 2 de maio | Grêmio Laranjeiras | 2 – 1 | Serra | Estádio da Estiva, Serra |
| 15:00     |                    |       |       |                          |

| 2 de maio | Jaguaré | 2 – 1 | Colatinense | Estádio Conilon, Jaguaré |
| 15:00     |         |       |             |                          |

## Fase final

### Tabela
|  | Semifinais | Semifinais    | Semifinais    | Semifinais |      |   | Finais     | Finais | Finais | Finais |
|  |            |               |               |            |      |   |            |        |        |        |
|  | 1          | São Mateus    | 0             | 2          |      |   |            |        |        |        |
|  | 4          | Vilavelhense  | 1             | 0          |      |   |            |        |        |        |
|  |            |               |               |            |      | 1 | São Mateus | 1      | 2[a]   |        |
|  |            | 2             | Rio Branco-ES | 2          | 2[a] |   |            |        |        |        |
|  | 2          | Rio Branco-ES | 4             | 1          |      |   |            |        |        |        |
|  | 3          | Jaguaré       | 2             | 1          |      |   |            |        |        |        |

### Semifinal
Jogos de ida
| 9 de maio | Vilavelhense | 1 – 0 | São Mateus | Ninho das Águias, Vitória |
| 16:10     | Vitinho 62'  |       |            |                           |

| 9 de maio | Jaguaré                  | 2 – 4 | Rio Branco-ES                                        | Estádio Conilon, Jaguaré |
| 16:10     | Roniê 74' · Danilo 90+2' |       | Caio 11' · Ronicley 60' · Helder 65' · Negro Dim 85' |                          |

Jogos de volta
| 16 de maio | São Mateus                         | 2 – 0 | Vilavelhense | Estádio Sernamby, São Mateus   |
| 16:10      | Marcelo Pelé 7' (pen) · Bombom 49' |       |              | Árbitro: ES João Luiz Oliveira |

| 16 de maio | Rio Branco-ES | 1 – 1 | Jaguaré     | Estádio Engenheiro Araripe, Cariacica |
| 16:10      | Moisés 23'    |       | Marcelo 16' |                                       |

### Final
Jogo de ida
| 23 de maio | Rio Branco-ES           | 2 – 1 | São Mateus       | Estádio Engenheiro Araripe, Cariacica |
| 16:10      | Helder 30' · Moisés 65' |       | Marcelo Pelé 89' | Árbitro: ES Elvis de Almeida          |

Jogo de volta
| 30 de maio | São Mateus            | 2 – 2[a] | Rio Branco-ES   | Estádio Sernamby, São Mateus                       |
| 16:10      | Nino 35' · Bombom 82' |          | Evandro 9', 28' | Público: 5 000 Árbitro: ES Devarly Lira do Rosário |

| São Mateus |  | Rio Branco |

| SÃO MATEUS:   |    |                |
|               |    |                |
| G             | 1  | Robson         |
| LE            | 2  | Frank          |
| Z             | 3  | Luciano Baiano |
| Z             | 4  | Nino           |
| LD            | 6  | Robson Araújo  |
| V             | 5  | Rincón         |
| V             | 8  | Gil Baiano     |
| M             | 7  | Juninho        |
| M             | 10 | Gustavo        |
| A             | 9  | Dinho          |
| A             | 11 | Marcelo Pelé   |
| Substituição: |    |                |
| A             | 17 | Bombom         |
| Treinador:    |    |                |
| Vevé          |    |                |

| RIO BRANCO:   |    |               |
|               |    |               |
| G             | 1  | Éverton       |
| LD            | 2  | Wédson Pipoca |
| Z             | 3  | Nenzão        |
| Z             | 4  | David         |
| LE            | 7  | Flávio        |
| V             | 5  | Guaçuí        |
| V             | 8  | Agnaldo       |
| M             | 10 | Ronicley      |
| M             | 6  | Hélder        |
| A             | 11 | Evandro       |
| A             | 9  | Moisés        |
| Substituição: |    |               |
| A             | 16 | Maxuel        |
| LE            | 15 | Caio          |
| LD            | 13 | Leornado      |
| Treinador:    |    |               |
| Paulo Marcos  |    |               |

a.^ A partida foi encerrada antes do término, quando o placar estava em 2x2. Já que cada equipe teve quatro jogadores expulsos e o jogador Helder se machucou e não podia haver mais substituições, ficando a equipe do Rio Branco-ES com menos de sete jogadores. Após vinte dias, o título foi homologado a favor do São Mateus, dando vitória por WO a favor da equipe do norte.

## Artilharia
Atualizada até a décima quarta rodada.
| 11 gols (1) - Paulinho Pimentel (Desportiva Capixaba) 10 gols (1) - Regilson (Serra) 8 gols (2) - Ronicley (Rio Branco-ES) - Vitor (Vilavelhense) 7 gols (2) - Negro Dim (Rio Branco-ES) - Helder (Rio Branco-ES) 6 gols (3) - Dedé (Grêmio Laranjeiras) - Marcelo Pelé (São Mateus) - Ricardo Paraíba (Colatinense) 5 gols (1) - Moisés (Rio Branco-ES) 4 gols (4) - Dentinho (Rio Bananal) - José Augusto (Linhares) - Henrique (Jaguaré) - Petros (Rio Bananal) 3 gols (8) - Alexsandro (São Mateus) - Fafá (Grêmio Laranjeiras) - Felipe (Rio Bananal) - Frank (São Mateus) - Jean (Rio Branco-ES) - Jean Santiago (Grêmio Laranjeiras) - Júnior (Jaguaré) - Thiago Keller (Desportiva Capixaba) | 2 gols (24) - Arpini (Colatinense) - Bombom (São Mateus) - David (Desportiva Capixaba) - Edinho (Colatinense) - Eduardo (Linhares) - Ernandes (Vilavelhense) - Franciélio (Vilavelhense) - Giovanny (Linhares) - Givanilton (São Mateus) - Gustavo (São Mateus) - Índio (Colatinense) - Juca (Colatinense) - Kênnio (Jaguaré) - Kleverson (São Mateus) - Marcelinho (Serra) - Marcelo (Jaguaré) - Marcos (Serra) - Matheus (Serra) - Osvaldo (Serra) - Paulo (Vilavelhense) - Rodolfo (Serra) - Rogerinho (Jaguaré) - Thiago (Jaguaré) - Wiliam Simões (Colatinense) 1 gol (56) - Agnaldo (Rio Branco-ES) - Aidalvo (Jaguaré) - Alex (Vilavelhense) - Augusto (Colatinense) - Badinho (Serra) - Bezerra (Grêmio Laranjeiras) - Breda (Linhares) - Bruninho (Serra) - Carlos (Rio Bananal) - Carlos (Rio Branco-ES) - Cristiano (Desportiva Capixaba) - David (Rio Branco-ES) - Djalma (Grêmio Laranjeiras) - Douglas (Vilavelhense) - Eleon (Rio Branco-ES) - Euler (Rio Bananal) | 1 gol (continuação) - Fábio (Vilavelhense) - Fabrício (Vilavelhense) - Fernando Souza (Rio Bananal) - Jadeildo (Colatinense) - Joabes (Jaguaré) - Jonatan (Colatinense) - Jorge (Linhares) - Jorginho (Vilavelhense) - José Carlos (Grêmio Laranjeiras) - Kesley (Linhares) - Leandro (Serra) - Léo (Linhares) - Leonardo (Serra) - Lucas (Grêmio Laranjeiras) - Luciano (São Mateus) - Luiz (São Mateus) - Luiz Carlos (Grêmio Laranjeiras) - Marcelo (Grêmio Laranjeiras) - Marcelo (Serra) - Márcio (Rio Bananal) - Marco (Colatinense) - Marcos (Jaguaré) - Nei (Jaguaré) - Pacholinha (Colatinense) - Patrick (Serra) - Paulo Roberto (Desportiva Capixaba) - Pedro Lucas (Desportiva Capixaba) - Pelica (Vilavelhense) - Peterson (Grêmio Laranjeiras) - Reginaldo (Vilavelhense) - Reinaldo (Rio Bananal) - Richard (Colatinense) - Rigoberto (Serra) - Rivaldo (Vilavelhense) - Roberto (Colatinense) - Roniê (Jaguaré) - Santos (Rio Bananal) - Tiburtino (Grêmio Laranjeiras) - Wilker (Linhares) Gol contra (1) - Johnatan (Rio Branco-ES) para o São Mateus |

## Premiação
| Campeonato Capixaba de 2009    |
| São Mateus.                    |
| ------------------------------ |
| SÃO MATEUS Campeão (1° título) |